# Gunther Nickel
Gunther Nickel (* 27. August 1961 in Wiesbaden) ist ein deutscher Literaturwissenschaftler und ehemaliger Politiker (AfD; ALFA). Er ist außerplanmäßiger Professor an der Johannes Gutenberg-Universität Mainz.

## Akademischer Werdegang
Nach seinem Studium der Germanistik und Musik war Nickel Wissenschaftlicher Mitarbeiter an der Carl-von-Ossietzky-Forschungsstelle der Universität Oldenburg und wirkte an der Edition der 1994 im Rowohlt Verlag erschienenen Sämtlichen Schriften Carl von Ossietzkys mit. 1994 bis 2002 arbeitete er als Wissenschaftlicher Angestellter in der Handschriftenabteilung des Deutschen Literaturarchivs Marbach. Dort kuratierte er drei große Literaturausstellungen: Konstellationen. Literatur um 1955 (1995), Carl Zuckmayer (1996) und Erinnerungsstücke. Von Lessing bis Uwe Johnson (2001).
Seit 2002 ist er Lektor und stellvertretender Geschäftsführer des Deutschen Literaturfonds in Darmstadt. Er ist für Gutachten und Projekte zuständig und kann auch eigene Initiativen anregen. Seit 2003 lehrt Nickel Neuere deutsche Literaturgeschichte an der Universität Mainz, zunächst als Privatdozent, seit 2009 als außerplanmäßiger Professor.
Unter den zahlreichen Publikationen zur deutschen Literatur vom 18. Jahrhundert bis zur Gegenwart fanden vor allem seine Editionen von Carl Zuckmayers Geheimreport (2002; gemeinsam mit Johanna Schrön) und Zuckmayers Deutschlandbericht für das Kriegsministerium der Vereinigten Staaten von Amerika (2004; gemeinsam mit Johanna Schrön und Hans Wagener) große mediale Aufmerksamkeit. Über den „Geheimreport“, der es bis auf Platz 12 der Spiegel-Bestsellerliste brachte, urteilte etwa Michael Bauer im Deutschlandfunk: „Nickels wissenschaftliche Neugier und seine ungezügelte Begeisterungsfähigkeit zusammen mit Zuckmayers Literatur gewordener Menschenkenntnis machen aus dem im Wallstein Verlag erscheinenden ‚Geheimreport‘ eine kleine literarische Sensation.“ Der in 22 Folgen von der „Frankfurter Allgemeinen Zeitung“ auszugsweise vorabgedruckte Text sei „sorgfältig ediert, kenntnisreich kommentiert“ und „rasch zum literarischen Ereignis der Saison“ geworden, befand der Historiker Carsten Kretschmann.
Zusammen mit dem Dramaturgen Alexander Weigel gab er im Rahmen der Schriftenreihe der Deutschen Akademie für Sprache und Dichtung eine kommentierte fünfbändige Ausgabe der Schriften des politischen Journalisten und Theaterkritikers Siegfried Jacobsohn heraus. Zusammen mit dem Mainzer Literaturwissenschaftler Erwin Rotermund war Nickel 1998 bis 2014 Herausgeber des Zuckmayer-Jahrbuchs. Von 2003 bis 2013 gehörte er dem Interdisziplinären Arbeitskreis für Drama und Theater an der Universität Mainz an, dessen Vorsitzender er von Sommer 2011 an bis zu seiner Auflösung Ende 2013 war.
Von 2010 bis 2012 gab Nickel im Mainzer Verlag André Thiele (VAT) das Fachjournal Argos heraus, das sich mit dem Dramatiker, Lyriker, Essayisten und Kinderbuchautor Peter Hacks befasste. Dessen Familienkorrespondenz hat Nickel 2013 veröffentlicht. Eine kommentierte fünfbändige Edition des Frühwerks von Hacks wurde im August 2013 abgeschlossen, erschien im Dezember 2018 und wurde von der Kritik sehr gelobt: „Die Edition ‚Der junge Hacks‘ bietet nicht wenige Lesefreuden vom Feinsten; man nehme sie an und genieße sie. Der Forschung wird ein neues Terrain erschlossen, das systematisch aufzuarbeiten nun geboten sein dürfte. Überdies gibt die Edition Maßstäbe und Leitprinzipien vor, die für eine künftige, eine textkritische und kommentierte Hacks-Gesamtausgabe aufzunehmen und gegebenenfalls zu modifizieren sein werden.“ 2021 folgte noch eine Edition von Hacks’ Briefen an seinen Jugendfreund Hansgeorg Michaelis unter dem Titel „Woher kommt die viele Dummheit auf die Welt“.
Von Mai 2016 bis März 2019 war Nickel Vorsitzender der 2009 gegründeten Stiftung Neue Klassik, die künstlerische und literaturwissenschaftliche Vorhaben fördert, die den Idealen der Klassik verpflichtet sind.
Nickel betätigte sich gelegentlich als Literaturkritiker, war bis 2019 Mitglied im Beirat des Literaturblatts für Baden und Württemberg und gehörte einer Reihe von Literaturpreisjurys an, darunter jenen für den Marie Luise Kaschnitz-Preis (bis 2017) und den Paul-Celan-Preis (bis 2019).

## Politisches Wirken
Nickel war vom 14. Dezember 2013 bis zum 15. November 2014 Sprecher des hessischen Landesverbandes der Alternative für Deutschland (AfD). Er trat von seinem Amt zurück, nachdem sich auf einem Parteitag in Stadtallendorf zwar nicht die nötige Mehrheit von drei Vierteln, aber immerhin die Mehrheit der Mitglieder für seine Abwahl ausgesprochen hatte. Neben Beschwerden über seinen Führungsstil war dafür entscheidend, dass Nickel mit den seinen Angaben zufolge „fremdenfeindlichen Energien“ in der hessischen Jungen Alternative für Deutschland über Kreuz lag. Nickel war einer der Gründer des bundesweit aktiven Arbeitskreises AidA – Arbeitnehmer in der AfD und gehörte dem Vorstand der im März 2015 gegründeten parteinahen Desiderius-Erasmus-Stiftung an. Am 9. Mai 2015 trat er aus der AfD aus.
Danach gehörte er mit Bernd Lucke zu den etwa 70 Gründungsmitgliedern der Partei Allianz für Fortschritt und Aufbruch (ALFA), bis 2023 Liberal-Konservativen Reformern (LKR), heute Wir Bürger und wurde auf der Gründungsversammlung am 19. Juli 2015 in Kassel als einer von drei stellvertretenden Parteivorsitzenden gewählt. Seine politischen Arbeitsschwerpunkte sind die Kultur-, Bildungs- und Sozialpolitik. Seit Oktober 2015 wird er auf der offiziellen Website von ALFA nicht mehr als Mitglied des Bundesvorstands genannt.

## Weitere Veröffentlichungen
- Die Schaubühne -- Die Weltbühne. Siegfried Jacobsohns Wochenschrift und ihr ästhetisches Programm. Opladen 1996.

Als Herausgeber
- Kaufen! statt Lesen! Literaturkritik in der Krise? Hrsg. im Auftrag der Deutschen Literaturkonferenz. Mit Beiträgen von Thierry Chervel, Ina Hartwig, Tilman Krause, Gunther Nickel, Wilfried F. Schoeller und Burkhard Spinnen. Göttingen 2005.
- Krise des Lektorats? Hrsg. im Auftrag der Deutschen Literaturkonferenz. Mit Beiträgen von Thorsten Ahrend, Momo Evers, Ekkehard Faude, Gunther Nickel, Hans-Ulrich Müller-Schwefe, Katharina Raabe, Denis Scheck, Daniela Seel und Dieter Wellershoff. Göttingen 2006.
- Beiträge zur Geschichte der Theaterkritik. Mit Aufsätzen von Heike Adamski, Jochen Althoff, Wolfgang Düsing, Frank Göbler, Ursula Kramer, Klaus Ley, Peter W. Marx, Beatrix Müller-Kampel, Gunther Nickel, Bernhard Reitz, Brigitte Schultze, Bernhard Spies, Jochen Strobel und Alexander Weigel. Tübingen 2007.
- Daniel Kehlmanns „Die Vermessung der Welt“. Materialien, Dokumente, Interpretationen. Mit Beiträgen von Stephanie Catani, Ulrich Fröschle, Manfred Geier, Ijoma Mangold, Hubert Mania, Friedhelm Marx, Marius Meller, Uwe Wittstock, Klaus Zeyringer u. a. Reinbek bei Hamburg 2008.

Buchbeiträge
- „Erkenne die Lage“. Das Geschichtsdrama im frühen 19. Jahrhundert: Kleist – Grabbe – Büchner. In: Franz Norbert Mennemeier / Bernhard Reitz (Hrsg.): Amüsement und Schrecken. Studien zum Drama und Theater des 19. Jahrhunderts. Tübingen: Francke 2006, S. 97–118.
- Die Schwierigkeiten politischer Hermeneutik am Beispiel Friedrich Sieburgs. In: Michael Braun / Georg Guntermann (Hrsg.): Gerettet und zugleich von Scham verschlungen. Neue Annäherungen an die Literatur der ‚Inneren Emigration‘. Frankfurt am Main 2007, S. 39–58.
- Die Kritik der Postmoderne im postmodernen Roman. Robert Menasses „Trilogie der Entgeisterung“ und Dietmar Daths „Für immer in Honig“. In: Johanna Bohley / Julia Schöll (Hrsg.): Das erste Jahrzehnt. Narrative und Poetiken des 21. Jahrhunderts. Würzburg 2011, S. 57–66.
- Reiseliteratur im Nationalsozialismus. In: Frank-Lothar Kroll / Rüdiger von Voss (Hrsg.): Schriftsteller und Widerstand. Facetten und Probleme der Inneren Emigration. Göttingen 2012, S. 205–220.
- Erzählstruktur / Filmstruktur. Eric Rohmers Verfilmung von Kleists Erzählung „Die Marquise von O....“. In: Gunther Nickel (Hrsg.): Kleists Rezeption. Kleist-Archiv Sembdner, Heilbronn 2013, S. 154–173, ISBN 978-3-940494-58-0.

## Online-Veröffentlichungen
- Garantiert politisch unkorrekt. Ernst Jüngers politische Publizistik aus den Jahren 1919 bis 1933; in: Literaturkritik.de
- „Bevor er Rabbi wurde, war er Antisemit“. Die Auseinandersetzung mit der NS-Zeit in der deutschsprachigen Gegenwartsliteratur; in: Kritische-Ausgabe.de (PDF; 301 kB)
- Die Ausdifferenzierung und Professionalisierung der Theaterkritik zwischen 1870 und 1933; bei: Satt.org
- Das Künstlerdrama in der deutschsprachigen Gegenwartsliteratur; bei Satt.org
- „Die Kunst geht nach Brot.“ Anspruch, Wirklichkeit und Probleme der Literaturförderung in Deutschland; bei: Satt.org
- Gespenster der Sprache. Kafkas Erzählung „Unglücklichsein“; bei: Satt.org
- Mit der Lizenz zum Lästern. Wie Sibylle Lewitscharoff Bruddeln in Literatur verwandelt; in: Literaturblatt für Baden-Württemberg
- Reflexive Schachzüge. Silke Scheuermanns Roman „Wovon wir lebten“; bei: Satt.org
- Das Abendland als Lebenswelt [Über Michael Köhlmeiers „Abendland“]; bei: Satt.org
- Noch einmal: „Jud Süß“. Sibylle Lewitscharoffs Roman „Montgomery“ im Kontext der Jud Süß-Darstellungen von Wilhelm Hauff bis Veit Harlan; bei: Satt.org
- „Deutsche Unterwäsche ist das Beste für Auschwitz!“ Robert Menasses Roman „Die Hauptstadt“; bei: Satt.org